# Strzałowo (Białoruś)
Strzałowo (biał. Стрэлава, Streława; ros. Стрелово, Striełowo) – wieś na Białorusi, w obwodzie brzeskim, w rejonie baranowickim, w sielsowiecie Miłowidy. W 2019 roku liczyła 19 mieszkańców.

## Historia
Pod koniec XIX wieku wieś należała do wołości Ostrów w ujeździe nowogródzkim, w guberni mińskiej. W 1897 roku liczyła 431 mieszkańców w 66 domach i znajdowały się tam piekarnia, dwa sklepy i karczma. Po 1905 roku zaczęła działać we wsi szkoła ludowa. W 1909 roku miejscowość miała 464 mieszkańców w 93 gospodarstwach. Po I wojnie światowej Strzałowo znalazło się w granicach Polski. W II Rzeczypospolitej wieś należała do gminy wiejskiej Ostrów w powiecie baranowickim, w województwie nowogródzkim. W 1921 roku liczyła 457 mieszkańców i znajdowały się w niej 83 zamieszkałe budynki. Po wkroczeniu wojsk radzieckich w 1939 roku miejscowość została włączona do Białoruskiej SRR. Od 15 stycznia 1940 roku należała do rejonu nowomyskiego w obwodzie baranowickim. Od końca czerwca 1941 roku do lipca 1944 roku była okupowana przez wojska niemieckie. Po zakończeniu II wojny światowej wieś pozostała w granicach Związku Radzieckiego. 8 stycznia 1954 roku weszła w skład obwodu brzeskiego, a od 8 kwietnia 1957 roku znajduje się w granicach rejonu baranowickiego. W 1959 roku miejscowość liczyła 281 mieszkańców, w 1970 roku – 278 mieszkańców, w 2009 – 43 mieszkańców.